# Boronia exilis
Boronia exilis är en vinruteväxtart som beskrevs av Paul G. Wilson. Boronia exilis ingår i släktet Boronia och familjen vinruteväxter. Inga underarter finns listade i Catalogue of Life.